# Центр для пострадавших в конфликтах (США)
Центр для пострадавших в конфликтах (CIVIC) — некоммерческая организация и адвокатская контора, базирующаяся в Вашингтоне и основанная в 2003 году Марлой Ружичкой. Центр работает от имени жертв войны, инициируя исследования и пропагандируя на это политиков. Он является частью Кампании по внесению изменений (Making Amends Campaign).

## История основания
Центр для пострадавших в конфликтах, ранее известный как Кампания в поддержку невинных жертв конфликтов, был основан Марлой Ружичкой в 2003 году. Марла, при поддержке сенатора Патрика Лихи, создала финансируемую США программу помощи, направленную на то, чтобы помочь восстановить жизнь мирных жителей, которые непреднамеренно пострадали от боевых действий США. Центр для пострадавших в конфликтах работает в тесном сотрудничестве с военными ведомствами и такими организациями, как НАТО. Несмотря на тот факт, что Марла погибла от бомбы террориста-смертника в Багдаде в апреле 2005 года, её коллеги, друзья и семья продолжают работать в Центре. Персонал был нанят в начале 2006 года, организация расширила свой мандат в начале 2007 года за пределами Ирака и Афганистана. Достижения Центра включают в себя убеждение Конгресса США в необходимости разработки программ помощи жертвам, оказавшимся в эпицентре широкомасштабных конфликтов.

## Исследования
В 2009 году Центр для пострадавших в конфликтах опубликовал отчет о гражданском ущербе в северо-западном Пакистане. Он основывался на докладе Миссии ООН по содействию Афганистану, по оценкам которой число смертей гражданских лиц в 2008 году увеличилось на 40 %. В гражданском докладе делается вывод о том, что гражданский вред усугубляется широко распространенной нищетой и тем, что, хотя правительство Пакистана делает поправки, большинство из них не работают на пути компенсации установленных механизмов и не получают поддержки США Другой опрос, проведенный совместно с Центром для пострадавших, подсчитал, что 2000 человек были убиты и еще 4000 ранены.. Отчёты организации показывают, что число гражданских лиц, убитых и раненых в военных конфликтах, превышает число, которое признают Соединенные Штаты.

## Мандат
Заявление миссии Центра для пострадавших в конфликтах гласит: «Наша миссия состоит в том, чтобы улучшить защиту гражданских лиц, пострадавших в конфликтах по всему миру. Мы призываем и консультируем международные организации, правительства, военные ведомства и вооруженные негосударственные субъекты для принятия и осуществления политики по предотвращению гражданского ущерба. В случае причинения ущерба гражданскому населению, мы выступаем за предоставление компенсации и помощи. Мы представляем голоса самих гражданских лиц тем, кто принимает решения, затрагивающие их жизни».

## Достижения
Центр для пострадавших в конфликтах сотрудничал с военными ведомствами США для того, чтобы обучать солдат американской армии, отправленных в Ирак и Афганистан, как избегать контактов с гражданскими лицами и как компенсировать любой причинённый ущерб. Центр также работал совместно с Американским союзом защиты гражданских свобод в целях анализа гражданских требований о возмещении ущерба и разработке Закона о гражданских претензиях. Центру для пострадавших в конфликтах удалось призвать государства-члены Организации Североатлантического договора к развитию, финансированию и поддержке трастового фонда для жертв войны.
Центр предоставил военного адвоката, который работал совместно с Гарвардским университетом, документируя усилия США по внесению поправок на благо гражданских лиц, страдающих от лишений. Также, к работе были привлечены некоторые жители Афганистана, чтобы непосредственно на месте помогать координировать доставку помощи жертвам войны от НАТО и США.  Более трети взносов, поступающих в Центр для пострадавших в конфликтах, исходит от индивидуальных пожертвований.
Центр для пострадавших в конфликтах получил 10 миллионов долларов от Конгресса в рамках инициативы по пропаганде и разработке новой американской программы помощи жертвам войны в Пакистане. Центр проводил интервью с пакистанскими и американскими политиками, филантропами, представителями международных организаций и более чем 160 гражданами Пакистана.

## Дополнительная информация
- Права человека
- Организация Объединенных Наций
- Пакистан

## Внешние ссылки
- civicworldwide.org — официальный сайт Центр для пострадавших в конфликтах
- The results of CIVIC's massive campaign in Iraq